# 游宣德
游再浮神父，字宣德，聖名若瑟（英語：：1906年4月11日—1984年4月24日），雲林天主教永年高中創辦人。曾任第一屆國民大會河北省代表、光復大陸設計研究委員會委員、土庫天主堂主任司鐸。

## 生平

### 傳揚福音
游再浮神父生於1906年4月11日大清河北省永年縣。因家中世代虔信天主教，於1933年2月1日領受神職晉鐸成為神父。之後於河北威縣、成安、清河、邯郸、北平一帶傳道。國共內戰爆發後，輾轉江西、福建、香港、澳門、印尼，持續傳揚福音，於1952年2月抵達台灣。1953年2月入嘉義宗座監牧區任主教秘書。1954年8月奉主教命到土庫擔任堂區副主任。1956年3月出任土庫天主堂主任司鐸。

### 擔任公職
游神父傳道於河北時，因辦理賑災慈善事業，成績卓著，於1948年被選為行憲後第一屆國民大會河北省代表。1953年出任光復大陸設計研究委員會委員。

### 興辦學校
游神父於土庫堂區服務期間，感於土庫民風純樸，但境内竟無中學，為免莘莘學子須遠赴外地求學，並思以教育提昇人民生活品质，以達天主教以文化救國理想，於1960年起乃集土庫仕紳及永年教區的資金、人力，創辦永年中學。1961年7月7日永年中學奉准立案，出任董事長，自是以校為家， 二十年如一日。1972年增機械工程科，培育在地技術人才，造福地方。
1983年初以腸癌發病，1984年2月再次發病入院，於同年4月23日安息主懷，享年78歲。